# 李继耐
李继耐（1942年7月—），男，山东滕州人，中华人民共和国政治人物，上将军衔，曾任中央军委委员，中国人民解放军总政治部主任，中共第十四届中央候补委员，第十五、十六、十七届中央委员。

## 生平
1961年考入哈尔滨工业大学，在工程力学系学习，1966年毕业，期间于1965年加入中国共产党。由于文化大革命爆发，1966年至1967年在校待分配。
1967年12月通过冬季征兵入伍，加入中国人民解放军，被分配至中国人民解放军工程兵建筑第二五三团二营八连当战士，第二年兵役期时由于本科毕业的原因提干成为军官。
1969年4月起调入第二炮兵部队，在第二炮兵第八〇七团任副排长，因本科学历在当时部队中极为少见，故被分配做正职干部，调入第八〇七团政治处组织股任干事。1970年3月，调入第二炮兵第五十二基地政治部宣传处任干事，同年11月任二炮第八一一团政治处宣传股副股长，后升任第八一一团副政治委员、团党委常委。
1977年10月调入二炮司令部，任二炮政治部组织部青年科科长、二炮政治部组织部副部长兼青年科科长、二炮政治部组织部副部长兼组织科科长。1983年调至二炮第五十四基地任副政委、基地党委常委。
1985年2月，调入三总部，开始在总政治部工作，任总政治部干部管理部部长、党委书记，1990年4月任总政治部副主任、党委委员（副大军区职），于1992年11月调任国防科工委副政治委员、党委常委。1992年在中国共产党第十四次全国代表大会上被选举为中国共产党中央候补委员。
1995年7月任国防科工委政治委员、党委副书记。1997年在中国共产党第十五次全国代表大会上被选举为中国共产党中央委员。1998年原国防科工委转型后，和国防科工委主任曹刚川一起调至新成立的总装备部，由曹继续任一把手担任部长，李任政委、党委副书记。
2002年11月在中国共产党第十六次全国代表大会上连任中央委员，并被任命为中国共产党中央军事委员会委员，同时因曹刚川升任军委副主席，李担任任总装备部部长、党委书记。2003年当选第十届全国人民代表大会解放军代表团代表，3月在第十届全国人民代表大会第一次会议上被任命为中华人民共和国中央军事委员会委员。
2004年9月，因原总政治部主任徐才厚被增补为军委副主席，李被任命为总政治部主任、总政治部党委书记。
2007年11月，在中国共产党第十七次全国代表大会上继续担任中央委员并被任命为中国共产党中央军事委员会委员。2008年当选第十一届全国人民代表大会解放军代表团代表，3月在第十一届全国人民代表大会第一次会议上被任命为中华人民共和国中央军事委员会委员。
1988年9月被授予少将军衔，1993年7月晋升为中将军衔，2000年晋升上将军衔。
2012年10月，广州军区原政治委员张阳上将接替李继耐上将升任总政治部主任。

## 观点
反对军队国家化。

## 家庭
妻子孙锦云，为总参高级工程师。儿子李磊（1971年5月出生），为中国科学院软件研究所天基综合信息系统重点实验室研究员、客座博导。自2005年1月起，赴云南省人民政府工作。曾先后担任省长助理、省政府党组成员，中国科学院昆明分院党组书记、副院长。2011年12月起，任中共德宏傣族景颇族自治州州委书记，兼任军分区党委第一书记。成为现任（2012年1月）最年轻地级一把手，于2014年辞去公职，2020年12月被调查。
妹妹：李继红
外甥女：李凡妮